# Dagmara Wozniak
Dagmara Wozniak (Breslavia, 1º luglio 1988) è una schermitrice statunitense.
Di origine polacca, ha vinto numerose medaglie con la squadra statunitense ai mondiali (oro nel 2014) e ai Giochi panamericani, mentre a livello individuale il miglior risultato a livello mondiale sono i quarti di finale alle Olimpiadi del 2012, dove venne battuta dalla russa Sofija Velikaja, che poi arriverà seconda in quei Giochi, e i quarti ai mondiali 2014. Si è invece fermata agli ottavi ai mondiali 2015, battuta dalla greca Vougiouka. Nel 2016 ha vinto il bronzo nella sciabola a squadre ai Giochi olimpici di Rio de Janeiro 2016.

## Palmarès
- Giochi olimpici

Rio de Janeiro 2016: bronzo nella sciabola a squadre.
- Mondiali

Catania 2011: bronzo nella sciabola a squadre.
Kiev 2012: bronzo nella sciabola a squadre.
Kazan 2014: oro nella sciabola a squadre.
Mosca 2015: bronzo nella sciabola a squadre.
- Giochi Panamericani:

Guadalajara 2011: oro nella sciabola a squadre.
Toronto 2015: oro nella sciabola individuale e nella sciabola a squadre.